# Tomàs Gorchs
Tomàs (o Thomàs) Gorchs (Sant Andreu de Gurb, segle xviii - Barcelona, 1828) va ser un llibreter i impressor català.
Va iniciar l'ofici d'impressor a l'últim terç del segle xviii i el 1803 era membre del Col·legi d'Impressors i Llibreters. Un dels primers impresos que es coneixen d'ell és Epitalami á las reals bodas dels serenissims senyors Princep, y Princesa de Asturias Don Fernando, y Doña Maria Antonia y dels serenissims senyors Princep y Princesa de las Dos Silicias Don Francisco, y Doña Isabel, imprès el 1802 segons dona notícia Antoni Palau al Manual del librero hispano-americano.
Amb la Guerra del francès, Gorchs va marxar de Barcelona, i no és fins al 1817 quan es tornen a trobar notícies d'ell com a impressor, instal·lat altra vegada a la capital de Catalunya, al carrer de la Baixada de la Presó, on va imprimir La Lógica, o Primeros elementos del arte de pensar, de l'abat de Condillac. Segons un anunci del Diario de Barcelona, pel gener de 1819 va establir a la seva llibreria un "gabinete de lectura", explicant que obria una subscripció per 10 rals mensuals per a deixar llegir els llibres de la seva botiga "a fin de que los aficionados a la lectura encuentren á poco coste en que pasar el tiempo...". L'any 1820 publica el Semanario Nacional Político y Científico, que segons Jaume Guillamet va ser el primer periòdic d'opinió amb un contingut favorable al règim liberal. Només va sortir de març a setembre. Gorchs va treballar amb regularitat publicant llibres de qualitat i marcant la línia de la impremta que després seguiria el seus fill Tomàs Gorchs i Casadevall (Barcelona 1811-1886) que va ser un important impressor barceloní amb una gran producció, continuada encara pel seu fill Ceferí Gorchs (1846-1920). Tomàs Gorchs va imprimir una quantitat abundant de literatura popular i el 1827 va anunciar l'edició d'uns ventalls que reproduïen amb gravats al boix les modes de París.
Segurament va tenir alguns problemes amb la censura. El 1824 no el van autoritzar a importar l'obra de Ducray Dumenil Víctor ou l'enfant de la foret, en quatre volums, publicat a París el 1799, perquè segons un edicte de febrer de 1804 està prohibit fins i tot per als que tenen llicència. El censor li va requisar tots els volums que duia i va manar que registressin la seva llibreria per cercar altres obres d'aquest autor.
Durant el Trienni liberal desapareixen les referències a Gorchs. Als anys posteriors publica sobretot llibres religiosos o d'ensenyament religiós i moral. Va morir probablement l'any 1828, i la impremta va passar a la seva viuda i als seus fills. Entre els anys 1831 i 1834 el peu d'impremta diu "Viuda e Hijos de Gorch" i a partir del 1835 ja signa el fill, Tomàs Gorchs i Casadevall (+25-2-1886). La seva viuda Vicenta Casadevall va morir el 1840.
Segons el naixement del seu net Ceferí Gorchs i Esteve l'any 1846 el Tomàs Gorchs era nascut a Sant Andreu de Gurb.